# Thein Sein
Thein Sein (tiếng Miến Điện: သိန်းစိန်, phát âm [θéiɴ sèiɴ]; sinh ngày 20 tháng 4 năm 1945) là Tổng thống dân cử của Myanmar, từng là Thủ tướng Myanmar cho đến năm 2011. Được xem là một nhà chính trị thuộc phe quân đội nhưng có tư tưởng ôn hòa và cải cách, Thein Sein cùng chính phủ của ông đã thực hiện một số biện pháp cải cách chính trị, bao hàm việc thả nhiều tù chính trị, nới lỏng việc kiểm duyệt các phương tiện truyền thông, đình chỉ dự án đầu tư gây tranh cãi của Trung Quốc về việc xây dựng nhà máy thủy điện tại Myanmar và cho phép đảng đối lập Liên đoàn Quốc gia vì Dân chủ được hoạt động hợp pháp và tham gia tranh cử. Những sự kiện nổi bật tiếp sau đó là việc Myanmar được cử làm tổng thư ký ASEAN vào năm 2014 cũng như việc cải thiện quan hệ với Hoa Kỳ.

## Sự nghiệp chính trị

### Thân thế
Ông sinh ngày 20 tháng 4 năm 1945 tại ngôi làng nhỏ Kyounku ở vùng đồng bằng sông Irrawaddy thuộc thị trấn Ngapudaw, vùng Ayeyarwady, Myanmar, trong một gia đình nhà nông. Ông tốt nghiệp Học viện Quân sự Myanmar vào năm 1968. Ở tuổi 70, ông được thăng hàm đại tướng sau 40 năm phục vụ quân đội.
Thein Sein bắt đầu gia nhập con đường lãnh đạo chính trị từ những năm 1990. Khi đó, ông là thành viên của Hội đồng Hòa bình và Phát triển Quốc gia (SPDC) – cơ quan chính trị của chính quyền quân sự. Ông đảm nhận chức thư ký thứ nhất của SPDC sau khi cựu giám đốc tình báo, tướng Khin Nyunt, bị hạ bệ vào năm 2004.

### Thủ tướng
Thein Sein được hội đồng quân sự tối cao của Myanmar bổ nhiệm làm Thủ tướng tạm quyền vào tháng 4 năm 2007, thay cho Soe Win đi chữa bệnh. Thein Sein chính thức thay Soe Win làm Thủ tướng vào ngày 24 tháng 10 năm 2007 sau khi Soe Win qua đời ngày 12 tháng 10 năm 2007.
Sein giữ cương vị thư ký thứ nhất Hội đồng Hòa bình và Phát triển Liên bang. Ông là vị tướng cao cấp thứ tư ở Myanma, và còn là chủ tịch Ủy ban Tổ chức các Sự kiện Quốc gia. Thein Sein đã dẫn đầu đoàn Myanma tham gia các cuộc đàm phán cấp cao với Bangladesh và Campuchia.
Từ khi nhậm chức Thủ tướng, ông được thăng lên hàm đại tướng. Ông từng đến thăm và đàm phán cấp cao với Lào, Việt Nam và Campuchia.

### Tổng tuyển cử năm 2010
Vào tháng 4 năm 2010, ông Thein Sein cởi bỏ quân phục và khoác áo dân sự để thành lập đảng chính trị.
Là người đứng đầu Đảng Đoàn kết Phát triển Liên bang, một trong các đảng tranh cử trong cuộc tổng tuyển cử năm 2010 ở Myanmar, ông và đảng của ông đã giành thắng lợi. Ngày 4 tháng 2 năm 2011, Sein được Quốc hội tuyên bố là Tổng thống Myanmar. Ngày 30 tháng 3 cùng năm, ông chính thức nhậm chức, và do vậy ông là Tổng thống dân sự đầu tiên của Myanmar sau chế độ quân chính kéo dài gần 50 năm. Tin Aung Myint Oo và Sai Mauk Kham được tuyên bố là các Phó Tổng thống. Ông kết thúc nhiệm kỳ tổng thống vào ngày 30 tháng 3 năm 2016.

## kết thúc sự nghiệp chính trị
Ngày 4 tháng 4 năm 2016, sau khi rời khỏi chính trường, cựu tổng thống đã xuất gia 5 ngày. Đây là sự kiện đặc biệt so với các nước. Tuy nhiên nó là truyền thống của văn hóa Myanmar.